# Cecil Hepworth
Cecil Milton Hepworth, född 18 mars 1874 i London, död 9 februari 1953 i Greenford, Middlesex, var en brittisk filmproducent, filmregissör och pionjär i den brittiska filmindustrin.
Hepworths fick sitt intresse för rörliga bilder från sin far som arbetade med laterna magica. I slutet av 1800-talet arbetade Hepworth med filmpionjärerna Birt Acres och Charles Urban och skrev den första brittiska filmhandboken, Animated Photography, The ABC of the Cinematograph (1897). Kring sekelskiftet grundade han sitt eget bolag och producerade ett stort antal dokumentära kortfilmer och sedan även spelfilmer. Hepworth gjorde den första filmatiseringen av Lewis Carrolls Alice i underlandet, 1903, tillsammans med Percy Stow. Rescued by Rover (tillsammans med Lewin Fitzhamon, 1905), med Hepworths collie Blair i huvudrollen som en hund som räddar en kidnappad baby, blev en så stor succé att negativen tog slut så den fick filmas om två gånger. 
Hepworth fortsatte göra filmer in på 1920-talet då hans bolag fick ekonomiska svårigheter och sattes under förvaltarskap 1924. Därpå nedsmältes filmnegativen för att man ville återvinna silvret, varför de flesta av hans filmer idag är förlorade.